# Unidad Deportiva Acapulco
L'Unidad Deportiva Acapulco è un complesso polisportivo di Acapulco. Ospita le partite interne dei Guerreros Acapulco, squadra calcistica che milita nella Segunda División. Lo stadio di baseball è attualmente utilizzato per il baseball semi-pro e lo skateboard. Il complesso comprende anche una piscina olimpionica e campi da basket.

## Struttura
Il complesso era stato in cattivo stato per diversi anni, ma ha ricevuto importanti ristrutturazioni negli ultimi tempi. I campi in erba sono stati sostituiti nel 2009 con erba artificiale. Inoltre, i bagni e gli spogliatoi sono stati ristrutturati, e un nuovo tetto è stato installato sulla tribuna principale dello stadio di calcio. Il costo della ristrutturazione è stato 2,5 milioni di dollari pesos.
Se la squadra di baseball di Acapulco avanzasse in alti livelli della federazione messicana di baseball, lo stadio potrebbe essere ampliato o ricostruito per ospitare più di 10.000 posti. Se la squadra Guerreros Acapulco dovesse essere promossa nella Liga de Ascenso lo stadio di calcio potrebbe essere ampliato fino ad avere 19.000 posti a sedere. E se il team dovesse essere promosso nella Primera División de México, la costruzione si amplierebbe fino a diventare il doppio di quella attuale.